# Étables
Étables est une commune française, située dans le département de l'Ardèche en région Auvergne-Rhône-Alpes.

## Géographie

### Situation et description
Étables se situe sur un plateau à 15 kilomètres de Tournon-sur-Rhône.

### Communes limitrophes
Étables est limitrophe de cinq communes, toutes situées dans le département de l'Ardèche et réparties géographiquement de la manière suivante :

### Climat
Pour des articles plus généraux, voir Climat d'Auvergne-Rhône-Alpes et Climat de l'Ardèche.
En 2010, le climat de la commune est de type climat des marges montargnardes, selon une étude du CNRS s'appuyant sur une série de données couvrant la période 1971-2000. En 2020, Météo-France publie une typologie des climats de la France métropolitaine dans laquelle la commune est dans une zone de transition entre le climat de montagne et le climat méditerranéen et est dans la région climatique  Moyenne vallée du Rhône, caractérisée par un bon ensoleillement en été (fraction d’insolation > 60 %), une forte amplitude thermique annuelle (4 à 20 °C), un air sec en toutes saisons, orageux en été, des vents forts (mistral), une pluviométrie élevée en automne (250 à 300 mm). 
Pour la période 1971-2000, la température annuelle moyenne est de 10,8 °C, avec une amplitude thermique annuelle de 17,1 °C. Le cumul annuel moyen de précipitations est de 915 mm, avec 8 jours de précipitations en janvier et 5,7 jours en juillet. Pour la période 1991-2020, la température moyenne annuelle observée sur la station météorologique de Météo-France la plus proche, « Colombier Vieux Sa », sur la commune de Colombier-le-Vieux à 4 km à vol d'oiseau, est de 12,0 °C et le cumul annuel moyen de précipitations est de 901,8 mm,. Pour l'avenir, les paramètres climatiques de la commune estimés pour 2050 selon différents scénarios d'émission de gaz à effet de serre sont consultables sur un site dédié publié par Météo-France en novembre 2022.

### Hydrographie
Le territoire communal est bordé dans sa partie méridionale par la rivière La Daronne, un affluent du Doux.

## Urbanisme

### Typologie
Au 1er janvier 2024, Étables est catégorisée commune rurale à habitat dispersé, selon la nouvelle grille communale de densité à 7 niveaux définie par l'Insee en 2022.
Elle est située hors unité urbaine. Par ailleurs la commune fait partie de l'aire d'attraction de Tournon-sur-Rhône, dont elle est une commune de la couronne,. Cette aire, qui regroupe 9 communes, est catégorisée dans les aires de moins de 50 000 habitants,.

### Occupation des sols
L'occupation des sols de la commune, telle qu'elle ressort de la base de données européenne d’occupation biophysique des sols Corine Land Cover (CLC), est marquée par l'importance des territoires agricoles (53,7 % en 2018), en diminution par rapport à 1990 (56,6 %). La répartition détaillée en 2018 est la suivante : zones agricoles hétérogènes (49,9 %), forêts (42,6 %), prairies (3,8 %), zones urbanisées (2,1 %), milieux à végétation arbustive et/ou herbacée (1,6 %).
L'évolution de l’occupation des sols de la commune et de ses infrastructures peut être observée sur les différentes représentations cartographiques du territoire : la carte de Cassini (XVIIIe siècle), la carte d'état-major (1820-1866) et les cartes ou photos aériennes de l'IGN pour la période actuelle (1950 à aujourd'hui).

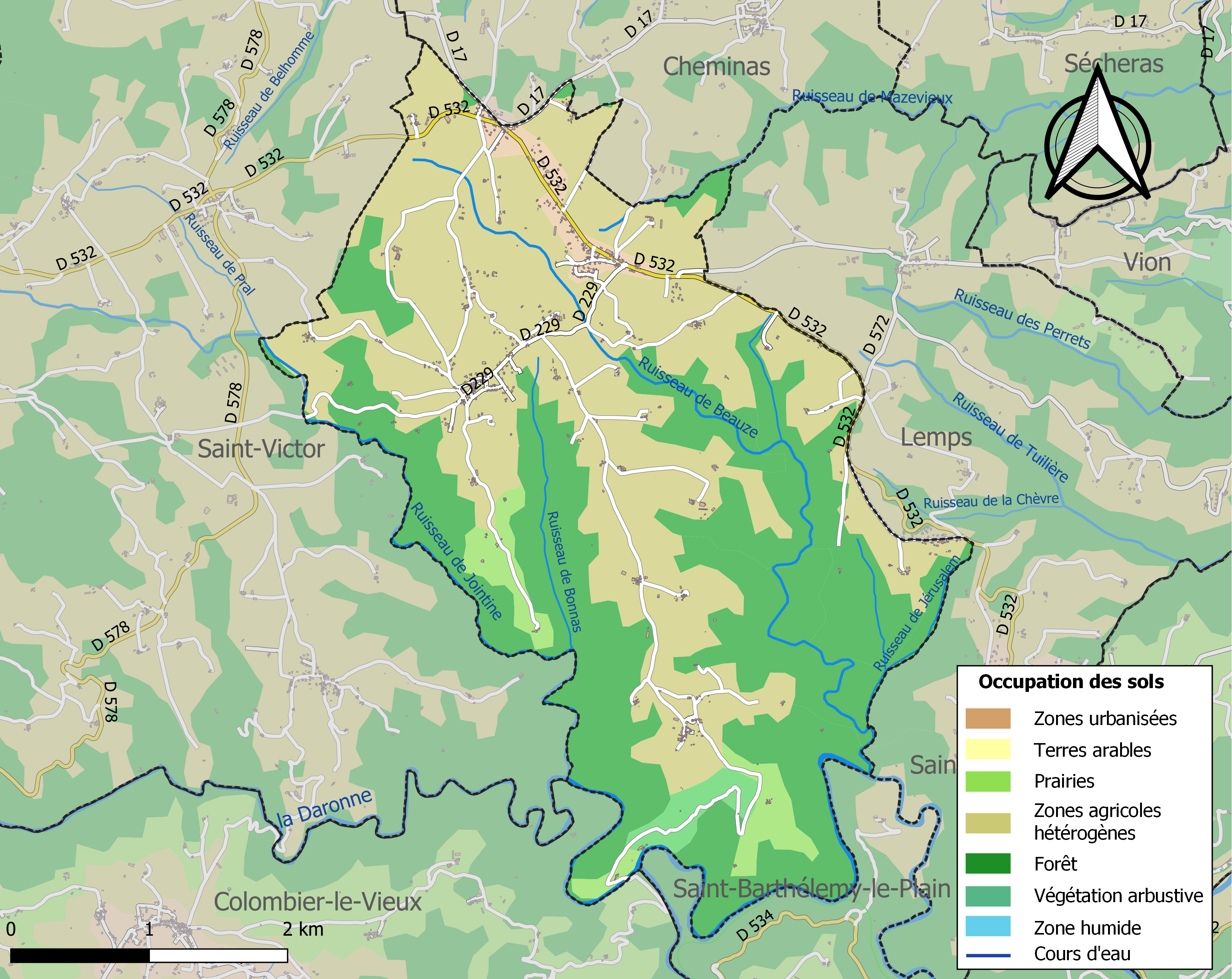
Carte des infrastructures et de l'occupation des sols de la commune en 2018 (CLC).

## Toponymie
Du latin stabulum (« étable », « écurie », et plus tard « hôtellerie »).
Attesté en breton sous la forme Stol.

## Histoire
Devant l'église d’Étables, on peut admirer un arbre pluricentenaire, un tilleul planté sous Sully.
Le 18 mars 1968, vers 23 heures, deux appareils de la 5e escadre de chasse basée à Orange se percutent à la verticale de Pailharès et de Vaudevant. Le pilote d'un Fouga-Magister sera tué, et son navigateur, le lieutenant Jacques Ybert, éjecté, sera retrouvé grièvement blessé sur le territoire de la commune d'Étables, au lieu-dit « La Cula ».

## Politique et administration
| Période                                  | Période                   | Identité           | Étiquette | Qualité     |
| ---------------------------------------- | ------------------------- | ------------------ | --------- | ----------- |
| Les données manquantes sont à compléter. |                           |                    |           |             |
| juin 1995                                | mars 2014                 | Pierre Xavier      |           |             |
| mars 2014                                | En cours (au 6 août 2020) | Pascal Seignovert, | SE        | Agriculteur |

## Population et société

### Démographie
L'évolution du nombre d'habitants est connue à travers les recensements de la population effectués dans la commune depuis 1793. Pour les communes de moins de 10 000 habitants, une enquête de recensement portant sur toute la population est réalisée tous les cinq ans, les populations de référence des années intermédiaires étant quant à elles estimées par interpolation ou extrapolation. Pour la commune, le premier recensement exhaustif entrant dans le cadre du nouveau dispositif a été réalisé en 2007.

En 2022, la commune comptait 979 habitants, en évolution de +9,51 % par rapport à 2016 (Ardèche : +2,48 %, France hors Mayotte : +2,11 %).
| 1793 | 1800 | 1806 | 1821 | 1831 | 1836 | 1841 | 1846 | 1851 |
| ---- | ---- | ---- | ---- | ---- | ---- | ---- | ---- | ---- |
| 709  | 673  | 853  | 714  | 748  | 742  | 988  | 995  | 984  |

| 1856  | 1861  | 1866 | 1872 | 1876 | 1881 | 1886 | 1891 | 1896 |
| ----- | ----- | ---- | ---- | ---- | ---- | ---- | ---- | ---- |
| 1 010 | 1 006 | 947  | 956  | 990  | 944  | 946  | 962  | 898  |

| 1901 | 1906 | 1911 | 1921 | 1926 | 1931 | 1936 | 1946 | 1954 |
| ---- | ---- | ---- | ---- | ---- | ---- | ---- | ---- | ---- |
| 817  | 790  | 732  | 646  | 616  | 584  | 620  | 530  | 519  |

| 1962 | 1968 | 1975 | 1982 | 1990 | 1999 | 2006 | 2007 | 2012 |
| ---- | ---- | ---- | ---- | ---- | ---- | ---- | ---- | ---- |
| 490  | 468  | 426  | 468  | 483  | 553  | 702  | 723  | 848  |

| 2017 | 2022 | - | - | - | - | - | - | - |
| ---- | ---- | - | - | - | - | - | - | - |
| 906  | 979  | - | - | - | - | - | - | - |

### Enseignement
La commune est rattachée à l'académie de Grenoble.

### Cultes
L'église Saint-Martin d'Étables (propriété de la commune) et la communauté catholique sont rattachées à la paroisse Saint-Luc-des-Coteaux-et-de-Tournon, laquelle dépend du diocèse de Viviers.

## Culture et patrimoine

### Lieux et monuments
- Église Saint-Martin d'Étables.

### Personnalités liées à la commune
- Gabriel Longueville (1931-1976), prêtre catholique français, serviteur de Dieu, né à Étables.

### Héraldique
|  | Étables possède des armoiries dont l'origine et le blasonnement exact ne sont pas disponibles. |